# Église Notre-Dame-de-Croaz-Batz de Roscoff
 (mai 2010).
Si vous disposez d'ouvrages ou d'articles de référence ou si vous connaissez des sites web de qualité traitant du thème abordé ici, merci de compléter l'article en donnant les références utiles à sa vérifiabilité et en les liant à la section « Notes et références ».
L'église Notre-Dame-de-Croaz-Batz, en léonard Introun Varia Croaz Vaz, est une église catholique du Léon, située à Roscoff dans le Finistère, en Bretagne. Elle est située au sein d'un enclos paroissial.

## Historique
La construction en granit de cette église de style gothique et renaissant, décidée en 1515, fut entreprise entre 1522 et 1545, sur un terrain pris sur la mer, près de la « croix de l'embarcadère de l'Île de Batz », à l'initiative des armateurs, malgré les réticences et les pressions de l'évêque de Saint-Pol. La construction a été financée par les mêmes armateurs auxquels se sont joints les commerçants de Roscoff. Ce n'est qu'en 1550 que les habitants obtiennent le droit d'y faire baptiser leurs enfants et d'y enterrer leurs morts et l'édifice n'est consacré qu'en 1590 par Mgr de Neufville.
L'église Notre-Dame-de-Croaz-Batz, les deux ossuaires et l'enclos font l'objet d'un classement au titre des monuments historiques par arrêtés respectifs des 12 juillet 1886, 22 octobre 1913 et 23 janvier 1934.
L'association Sauvegarde du Patrimoine Religieux en Vie offre des visites guidées de l'Église en juillet et août.

## Architecture et extérieurs
L'enclos paroissial contient l'église, deux chapelles ossuaires, une gothique, l'autre style Henri II, et le monument funéraire de Dorothée Silburne, qui accueillit à Londres, Mgr de la Marche, dernier évêque de Léon, émigré en 1790.
Au centre de la ville, le clocher renaissant ajouré, inspiré de celui de la chapelle Notre-Dame-de-Berven, se dresse depuis 1585. On y trouve balustrades, dômes et lanternes. Le reste de l'église, antérieur de quarante à soixante ans, reste gothique. Le toit de la nef est pavé, au jointement de deux pans d'ardoises, de dalles de granit qui forment comme un étroit escalier vers le ciel. Trois navires sculptés dans les murs rappellent le métier d'armateur des donateurs.

## Intérieur
À l'intérieur, de nombreux retables sont exposés : Rosaire, Agonisants, Saint-Pierre, Sainte-Geneviève… Un tableau de Notre Dame de Guadeloupe dressé devant un autel en cuir de Cordoue rappelle les liens avec la Nouvelle-Espagne. Les lambris de la charpente ont été posés du 6 juin 1610 au 20 juin 1611. Le plus remarquable est la chapelle d'albâtre, dédiée à Saint Joseph et construite en 1634 à la place d'un porche. Elle présente sept bas-reliefs d'albâtre du XVe siècle rapportés de Nottingham au cours des échanges réguliers de part et d'autre de la Manche. Les fonts baptismaux ont été fondus en 1690 par un atelier de Landivisiau dans un étain rapporté de Cornouailles. La chapelle nord a été ajoutée en 1701. L'intérieur a été réaménagé en 1777.
Les premières orgues, qui dataient de 1606, ont été déposées en 1649 pour être remplacées par de plus grandioses, inaugurées le 7 août 1650 (facteur anglais Thomas Harrison de l'atelier morlaisien Dallam). En 1887, elles étaient stridentes. Les orgues actuelles ont été reçues le 4 février 1888 (facteur Claus à Rennes, électrification en 1926 par la maison Gloton de Nantes) et complétées de trois nouveaux jeux livrés montés le 15 décembre 1929.

## Cloches
Cet édifice contient une sonnerie de 4 cloches de volée électrique en lancé-franc (tour-clocher)
- Cloche 1 : Marie-Eugénie ; 1050 KG ; fondue en 1939 par PACCARD (Annecy-le-Vieux) ; MI3
- Cloche 2 : Jeanne ; fondue en 1939 par PACCARD (Annecy-le-Vieux) ; LA3
- Cloche 3 : Sainte Barbe ; fondue en 1939 par PACCARD (Annecy-le-Vieux) ; SI3
- Cloche 4 : Sébastienne ; fondue en 1939 par PACCARD (Annecy-le-Vieux) ; DO#4

+ 1 cloche de volée en lancé-franc, située dans le petit clocheton surmontant l'arc diaphragme (séparant le chœur de la nef) et actuellement hors-service (il manque le battant).
Au total, un ensemble campanaire de 5 cloches